# Potash
Potash – osada w Anglii, w hrabstwie Suffolk, w dystrykcie Babergh. Leży 9 km na południowy zachód od miasta Ipswich i 100 km na północny wschód od Londynu.